# Sinclair Radionics Black Watch

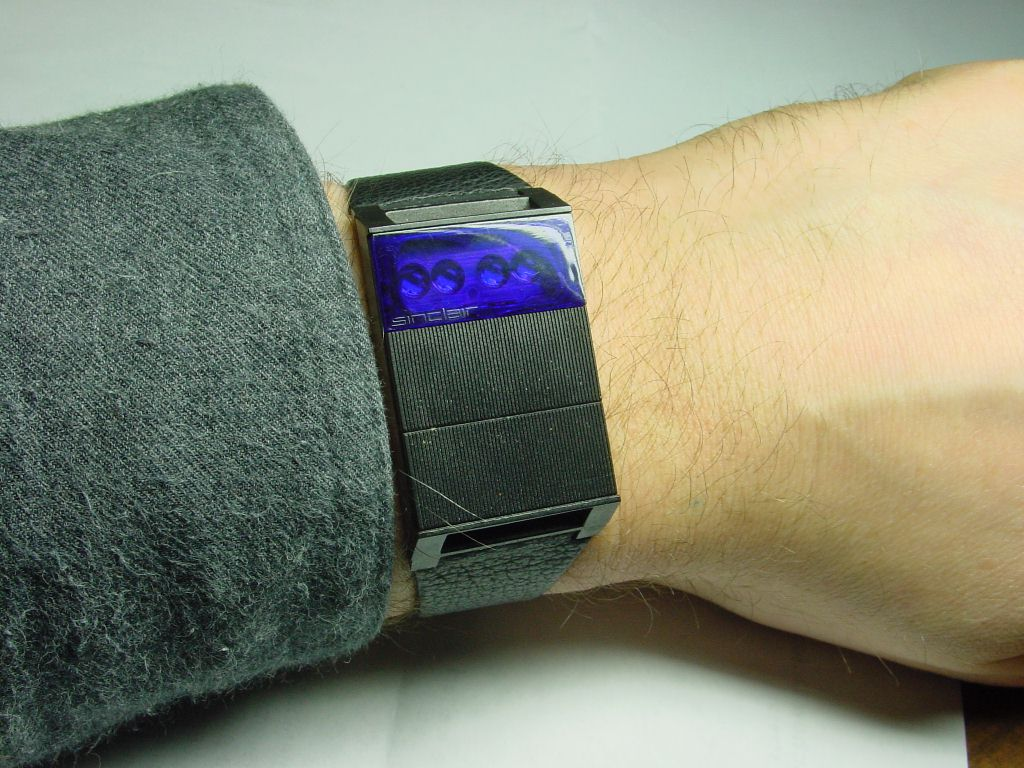
El Black Watch fue un desastre financiero para Sinclair Radionics.

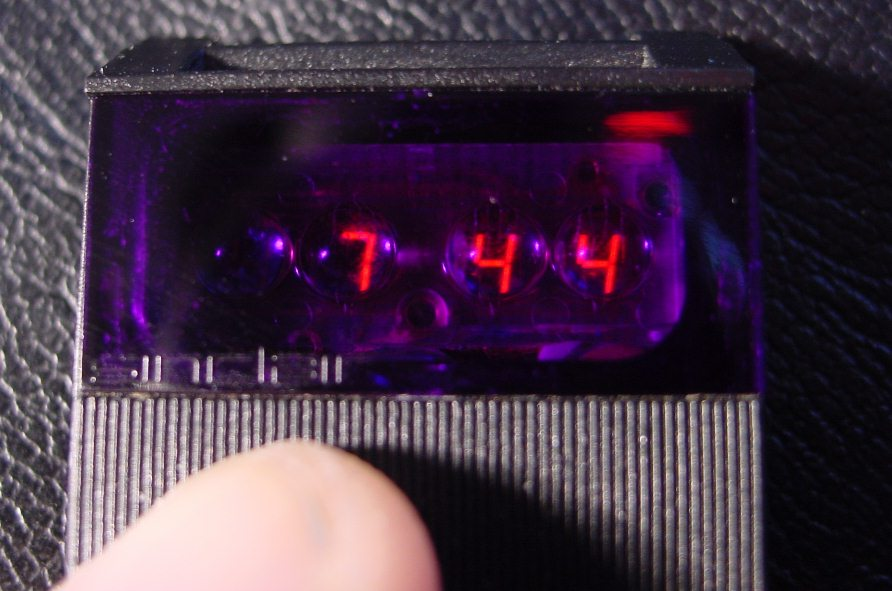
El Black Watch carece de botones mecánicos.

El Black Watch es un reloj de pulsera electrónico lanzado en septiembre de 1975 por Sinclair Radionics. Costaba 24,95 libras esterlinas ya montado, o 17,95 £ como kit para montar.
Estaba equipado con una pantalla de cuatro LEDs rojos de 7 segmentos, que se iluminaba sólo cuando se presionaba la superficie inferior del reloj; dos puntos sensibles determinaban si se visualizan horas y minutos (izquierda) o minutos y segundos (derecha), respectivamente. Interiormente estaba equipado con un chip en encapsulado DIP de 18 pines de diseño propio (2.000 transistores) y fabricado en Inglaterra, que se encargaba de realizar una cadena de divisiones binarias que reducían los 32,768 Hz del oscilador de cuarzo externo a 1 Hz para manejar esa señal como contador de segundos, leía los sensores (situados sobre el mismo chip) que determinaban lo que mostraba la pantalla, manejaba la pantalla y su apagado y se encargaba de reducir la energía consumida en estado de reposo. La alimentación corría a cargo de dos pilas botón

## Problemas
El producto fue un desastre comercial y técnico desde el principio. A los problemas de diseño se añade una falta total de previsión en la logística y la carencia de un departamento de atención al cliente: sólo 20 personas trabajaban en reparar y devolver los relojes defectuosos, cuando el porcentaje de devoluciones fue tan alto que no se resolvió hasta dos años después, extendiendo la leyenda de que Sinclair había devuelto más relojes que unidades fabricadas.
- El chip podía dañarse son sólo la electricidad estática generada por una camisa de nylon o el aire acondicionado de una oficina. Como resultado la pantalla se congela en unos números muy brillantes causando a la sobrecarga de las baterías (que a veces llegaban a explotar). Esto llegó a ocurrir en las propias instalaciones de Sinclair, y es una de las causas de que hoy en día muy pocos Black Watch sobrevivan.
- La precisión de temporización del cristal de cuarzo es muy sensible a la temperatura: el reloj corría a velocidades diferentes en invierno y verano.
- La vida de las baterías se reducía a sólo 10 días, y en contra de lo publicitado (reemplazable por sí mismo sin necesidad de ir al joyero/relojero) su diseño los hace muy difícil de reemplazar por un usuario. Muchos compradores recibieron relojes nuevos con las pilas gastadas.
- Los sensores fallaban con frecuencia, imposibilitando el acceso o, lo que es peor, bloqueando en modo encendido, lo que conducía a la sobrecarga y explosión de las pilas
- La caja es muy difícil de mantener de una sola pieza. Se fabricó con un plástico que resultó imposible de pegar, por lo que las piezas debían de encajar entre sí, pero no lo hacían bien. Sinclair subcontrató a otra empresa para resolverlo. Mucho más tarde recibió una caja con la misiva : Hemos solucionado el problema del Black Watch Dentro iba un reloj con ambas partes sujetas por un perno de media pulgada.
- El kit era casi imposible de montar para un aficionado a la electrónica, y sólo un poco más sencillo para los trabajadores de Sinclair. La revista Practical Wireless aconseja a los lectores usar dos pinzas de ropa de madera, dos chinchetas y un pedazo de cable aislado para situar las pilas en su posición. Luego había que dejar otros cuatro días de adaptación del mecanismo para garantizar que el reloj funcionaba a la velocidad correcta.

Pese a todo esto la publicidad oficial decía :

If that sounds technical, think of the outcome: a watch with no moving parts, a watch with nothing to go wrong, a watch which gives accuracy never achievable by the most precise mechanical engineering.
Si esto suena técnico, piense en el resultado: un reloj sin partes móviles, un reloj en el que nada puede fallar, un reloj que proporciona una precisión nunca alcanzada por la más precisa ingeniería mecánica

Todo esto tuvo un efecto devastador sobre las finanzas de Sinclair: la empresa presentó una pérdida de 355.000 libras esterlinas en el ejercicio 1975-6 con un volumen de negocio de 5,6 millones de libras. La compañía habría quebrado de no ser por la National Enterprise Board (NEB), un organismo gubernamental que aportó subsidios y finalmente tomó el control directo de la gestión.
Parece que Sinclair aceptó la intervención del Estado sólo a regañadientes. En la década de 1980, el gobierno de Margaret Thatcher (de la que Sinclair fue un ardiente defensor y que le otorgó el título de Sir) suprimió la NEB. Pese a que lo aprobara ideológicamente, esto le condenó a vender todo su negocio informático a su principal rival Amstrad cuando diez años después el nuevo fiasco del Sinclair C5 arrasó por segunda vez sus finanzas.